# Chromobotia macracanthus
Chromobotia macracanthus (боція клоун) — вид тропічних прісноводних риб родини в'юнових. До недавнього часу відносили до роду Боція, проте згідно з останніми даними виділяють у монотиповий рід Chromobotia. У природі зустрічаються у внутрішніх водах Індонезії. Популярна акваріумна рибка.

## Зовнішній вигляд
Тіло видовжене, округле на поперечному перерізі, яскраво забарвлене. Кольорова гама від жовтого до помаранчево-червоного. Поперечно проходять три темні смуги. Спинний плавець чорного кольору, при основі жовтий. Черевний і хвостовий плавці забарвлені в червоний і чорний кольори. Рот нижній, навколо нього розміщені 4 пари вусиків, які використовуються для пошуку їжі. Луска дуже тонка і вростає у шкіру. У природі досягає 30,5 см та 469 г, в умовах акваріумів до 12-15 см.

## Поширення та умови існування в природі
Зустрічається у Південно-Східній Азії та Індонезії. Мешкають головним чином в основних притоках річок, але на нерест під час сезону дощів, мігрують угору за течією в більш дрібні притоки і струмки. У залежності від сезону каламутність води, рН і температура можуть коливатися. Водойми, де вони мешкають, характеризуються густою рослинністю, великим затіненням та незначною течією. Дно вистелене великою кількістю опалого листя, уламків гілок, кореневищ тощо. Основні притоки річок мають достатньо високу швидкість течії, що збільшується під час сезону дощів.

## Утримання в акваріумі

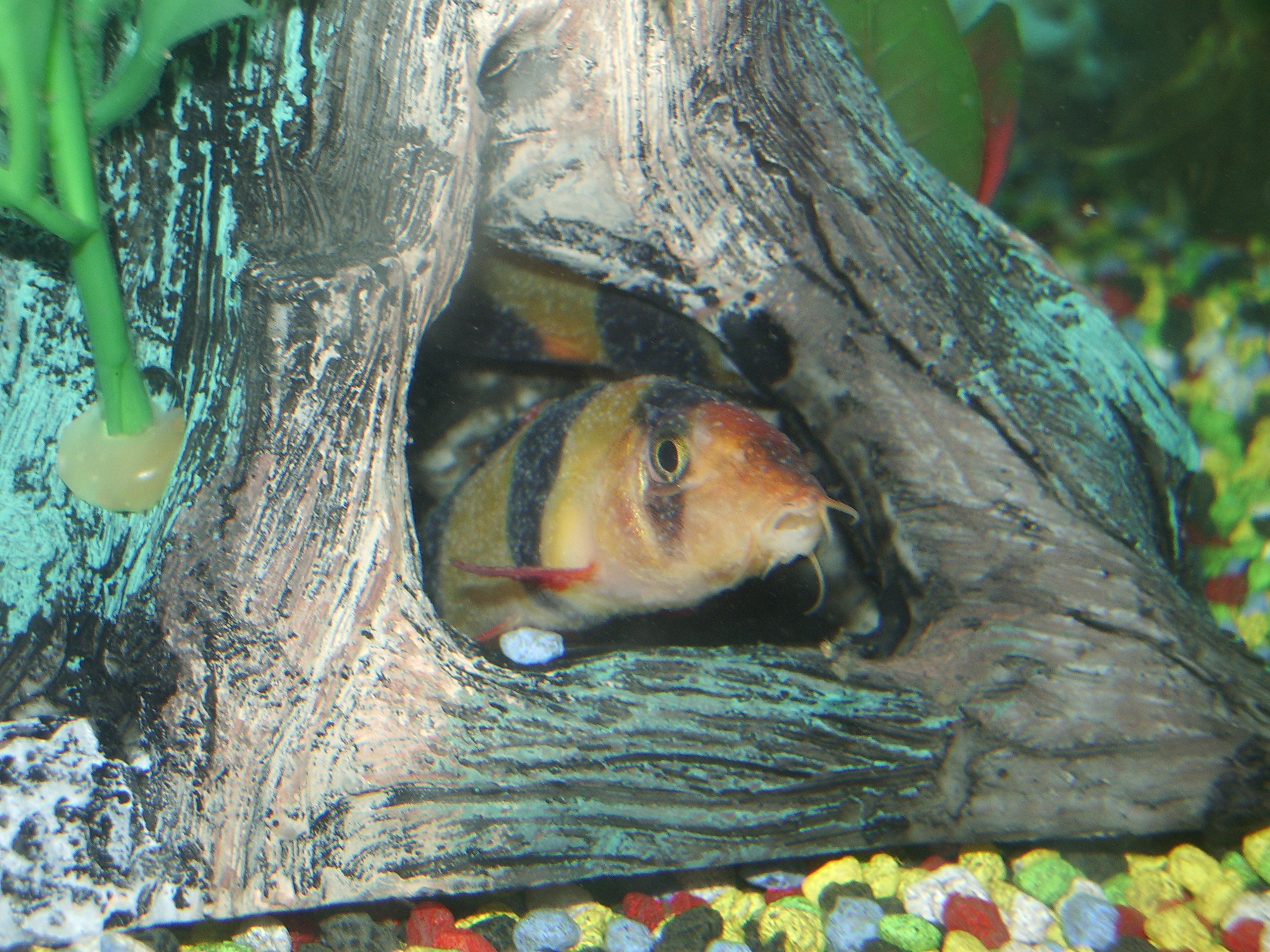
Молода боція клоун, уражена іхтіофтіріозом

В акваріумах ця риба з'явилася з 1936 року, проте донині переважно це риби, виловлені у природних водоймах. Боція клоун — активна зграйна риба, тому їх найкраще тримати невеликими групами — по 3-6 особин. Мінімальний об'єм акваріума 100–150 літрів для невеликої зграйки з 3-5 особин. Як ґрунт можна використовувати пісок або дрібну гальку. Боції клоуни полюбляють відпочивати в укриттях на дні, тому необхідним є розміщення гротів, корчів або каміння. Температура 24—30 °C. Параметри води: pH 5,8—8, dH 5—10°. Обов'язкова фільтрація, аерація води; бажано створювати рух води. Необхідна також щотижнева заміна до 30% об'єму води. Освітлення потрібно підбирати неяскраве, рослини — з міцним листям та потужною кореневою системою. В утриманні ці риби досить вибагливі, часто хворіють на іхтіофтіріоз. Боцій можна утримувати з іншими рибами, але дуже спокійні риби можуть мати дискомфорт через надмірну активність боцій клоунів.

## Живлення
Боції клоуни є всеїдними. В акваріумах охоче споживають як живі, так і заморожені корми, такі як мотиль, артемія, коретра, трубочник. Їдять також збалансований сухий корм. Полюють також за невеликими молюсками. Їхній раціон також повинен включати рослинну їжу: свіжі або бланшовані овочі (огірок, листя салату, шпинату, кабачки).

## Розмноження
Статевої зрілості досягає у 5 років. В акваріумних умовах розмножуються погано. Для нересту потрібен просторий акваріум. Параметри води повинні бути такими: твердість близько 6°, pH 6,5-7,5, температуру піднімають до 32 °C. Вода повинна бути старою, із незначною заміною на свіжу. Головною умовою успішного нересту боції є сильна течія, яку створюють за допомогою «вертушки». При цьому не можна використовувати помпи, які можуть засмоктати ікру. Як нерестовий субстрат підійдуть корчі або плоскі камені. Інкубаційний період ікри 18-20 годин. Мальки починають приймати їжу через 4 діб.